# 그레이트 아메리칸 컨트리

그레이트 아메리칸 컨트리(Great American Country, GAC)는 미국 테네시주 녹스빌에 위치한 미국의 컨트리 음악 텔레비전 네트워크이다.